# Teorema de Löwenheim–Skolem
Na lógica matemática, o teorema Löwenheim-Skolem, assim denominado em referência a Leopold Löwenheim e Thoralf Skolem, afirma que, se uma teoria de primeira ordem contável tem um modelo infinito, então para cada número cardinal infinito κ, existe um modelo de tamanho κ. O resultado implica que as teorias de primeira ordem são incapazes de controlar a cardinalidade de seus modelos infinitos, e que nenhuma teoria de primeira ordem com um modelo infinito pode ter um modelo único, a menos de isomorfismo.
O teorema de Löwenheim-Skolem (descendente) é uma das duas principais propriedades, juntamente com o teorema da compacidade, que são utilizadas no teorema de Lindström para caracterizar a lógica de primeira ordem. Em geral, o teorema de Löwenheim-Skolem não se sustenta numa lógica mais forte, como a lógica de segunda ordem.

## Contexto
A assinatura consiste de um conjunto de símbolos de Sfunc, um conjunto de símbolos de relação Srel, e uma função {\displaystyle \operatorname {ar} :S_{\operatorname {func} }\cup S_{\operatorname {rel} }\rightarrow \mathbb {N} _{0}} representando a aridade de símbolos de função e de relação. (Um símbolo de função nulário é chamado um símbolo de constante.) No contexto da lógica de primeira ordem, uma assinatura é por vezes chamada de uma linguagem. Ela é chamada de contável se o conjunto de símbolos de função e de relação é contável, e, em geral, a cardinalidade de uma assinatura é a cardinalidade do conjunto de todos os símbolos que ela contém.
A teoria de primeira ordem consiste de uma assinatura fixa e um conjunto fixo de sentenças (fórmulas sem variáveis livres) nessa assinatura. As teorias são muitas vezes especificadas dando uma lista de axiomas que geram a teoria, ou dando uma estrutura e tendo a teoria consistente ante as sentenças satisfeitas pela estrutura.
Dada uma assinatura σ, uma σ-estrutura M é uma interpretação concreta dos símbolos σ. É composto por um conjunto de base (muitas vezes também denotado por "M"), juntamente com uma interpretação dos símbolos de função e relação de σ. Uma interpretação de um símbolo constante de σ em M é simplesmente um elemento de M. De modo mais geral, uma interpretação de um símbolo da função n-ary, f é uma função de Mn para M. Da mesma forma, uma interpretação de um símbolo de relação R é um relação n-ary em M, ou seja, um subconjunto de Mn.
A substrutura de uma σ-estrutura M é obtida tomando um subconjunto N de M, que é fechado sob as interpretações de todos os símbolos de função em σ (daí inclui as interpretações de todos os símbolos de constante σ), e depois restringindo as interpretações dos símbolos de relação a N. Uma subestrutura elementar é um caso muito especial deste; em especial, uma subestrutura elementar satisfaz exatamente as mesmas sentenças de primeira ordem que a estrutura original (a sua extensão elementar).

## Enunciado Formal
A afirmação moderna do teorema é tanto mais geral e mais forte do que a versão para assinaturas referidas na introdução
Na sua forma mais geral, o teorema de Löwenheim-Skolem  indica que, para cada assinatura σ, cada σ-estrutura infinita M e cada número cardinal infinito κ ≥ | σ |, existe uma σ-estrutura N tal que | N | = κ e
- se κ < | M | então N é uma subestrutura elementar de M;
- se κ > | M | então N é uma extensão elementar de M.

O teorema é muitas vezes dividido em duas partes que correspondem aos dois pontos acima. A parte do teorema, afirmando que uma estrutura tem subestruturas elementares de todos os cardinais infinitos menores, é conhecida como o Teorema de Löwenheim–Skolem decrescente. A parte do teorema afirmando que uma estrutura tem extensões elementares de todas as cardinalidades maiores é conhecida como Teorema de Löwenheim Skolem ascendente.
A instrução dada na introdução segue imediatamente, sendo M um modelo infinito da teoria. A prova da parte ascendente do teorema mostra também que uma teoria com arbitrariamente grandes modelos finitos deve ter um modelo infinito; Às vezes isso é considerado como parte do teorema. Para variantes históricas do teorema, veja as notas abaixo.

## Exemplos e Consequencias
Seja N os números naturais e R os reais, sendo N e R símbolos para esses conjuntos. Decorre do teorema que a teoria de (N, +, ×, 0, 1) (a teoria da verdadeira aritmética de primeira ordem) tem inúmeros modelos, e que a teoria de (R, +, ×, 0, 1) (a teoria de corpos reais fechados) tem um modelo contável. Existem, naturalmente, axiomatizações caracterizando (N, +, ×, 0, 1) e (R, +, ×, 0, 1) a menos de isomorfismo. O teorema de Löwenheim-Skolem mostra que essas axiomatizações não podem ser de primeira ordem. Por exemplo, a completude de uma ordem linear, que é utilizada para caracterizar os números reais como um corpo ordenado completo, não é uma propriedade de primeira ordem.
Uma teoria é chamada de categórica se tem apenas um modelo, a menos de isomorfismo. Este termo foi introduzido por Veblen (1904), e tempos depois, matemáticos esperavam que eles pudessem colocar a matemática sobre uma base sólida, descrevendo uma teoria de primeira ordem categórica, de alguma versão da teoria dos conjuntos. O teorema de Löwenheim-Skolem desferiu um primeiro golpe nesta esperança, uma vez que implica que uma teoria de primeira ordem que tem um modelo infinito não pode ser categórica. Mais tarde, em 1931, a esperança foi destruída completamente pelo teorema da incompletude de Gödel.
Muitas consequências do teorema Löwenheim-Skolem parecia absurdo para os lógicos no início do século XX, como a distinção entre propriedades de primeira ordem e não de primeira ordem, que ainda não foi compreendido. Uma delas, é a existência de modelos de incontáveis da verdade aritmética, que satisfazem toda indução axiomática de primeira ordem, mas têm subconjuntos não-indutivos. Outra consequência que foi considerado particularmente preocupante é a existência de um modelo contável da teoria dos conjuntos, que, no entanto, deve cumprir a sentença dizendo que os números reais são incontáveis. Essa situação contra-intuitiva veio a ser conhecido como o paradoxo de Skolem; isso mostra que a noção de contabilidade não é absoluta.

## Esboço das provas

### Parte descendente
Para cada {\displaystyle \sigma \,}-fórmula de primeira ordem {\displaystyle \varphi (y,x_{1},\ldots ,x_{n})\,,}o axioma da escolha implica a existência de uma função
{\displaystyle f_{\varphi }:M^{n}\to M}
de tal modo que, para todos {\displaystyle a_{1},\ldots ,a_{n}\in M}, ou
{\displaystyle M\models \varphi (f_{\varphi }(a_{1},\dots ,a_{n}),a_{1},\dots ,a_{n})}
ou
{\displaystyle M\models \neg \exists y\varphi (y,a_{1},\dots ,a_{n})\,.}
Aplicando o axioma da escolha de novo, temos uma função a partir das fórmulas de primeira ordem {\displaystyle \varphi } para funções {\displaystyle f_{\varphi }\,.}
A família de funções {\displaystyle f_{\varphi }} dá origem a um operador de pré-fecho {\displaystyle F\,} no conjunto das partes de {\displaystyle M\,}
{\displaystyle F(A)=\{b\in M\mid b=f_{\varphi }(a_{1},\dots ,a_{n});\,\varphi \in \sigma ;\,a_{1},\dots ,a_{n}\in A\}} para {\displaystyle A\subseteq M\,.}
Iteração {\displaystyle F\,} contável muitas vezes resulta em um operador de fecho {\displaystyle F^{\omega }\,.}Tomar um subconjunto arbitrário {\displaystyle A\subseteq M} tal que {\displaystyle \left\vert A\right\vert =\kappa }, e tendo definido {\displaystyle N=F^{\omega }(A)\,,} percebe-se também que, {\displaystyle \left\vert N\right\vert =\kappa \,.} {\displaystyle N\,} é uma subestrutura elementar de {\displaystyle M\,} pelo teste de Tarski-Vaught.
O truque usado nesta prova é essencialmente devido a Skolem, que introduziu símbolos de função para as funções de Skolem {\displaystyle f_{\varphi }} na linguagem. Pode-se também definir o {\displaystyle f_{\varphi }} funções parciais de modo a que {\displaystyle f_{\varphi }} está definida, se e somente se {\displaystyle M\models \exists y\varphi (y,a_{1},\dots ,a_{n})\,.} O único ponto importante é que {\displaystyle F\,} é um operador de pré-fecho tal que {\displaystyle F(A)\,} contém uma solução para cada fórmula com parâmetros {\displaystyle A\,} que tem uma solução de {\displaystyle M\,} e que: 
{\displaystyle \left\vert F(A)\right\vert \leq \left\vert A\right\vert +\left\vert \sigma \right\vert +\aleph _{0}\,.}

### Parte Ascendente
Primeiro, estende-se a assinatura, adicionando um novo símbolo de constante para cada elemento de M. A teoria completa de M para a assinatura σ' estendida é chamada de diagrama elementar de M. No próximo passo se acrescenta κ novos símbolos de constante à assinatura e acrescenta-se que o diagrama básico de M as sentenças c ≠ c' para quaisquer dois novos símbolos distintos de constante c e c'. Utilizando o teorema da compacidade, a teoria resultante é facilmente vista como sendo consistente. Já que os seus modelos devem ter pelo menos cardinalidade κ, a parte descendente do presente teorema garante a existência do modelo N que tem exatamente cardinalidade κ. Ele contém uma cópia isomorfa de M como uma subestrutura elementar.